# Tegda
Tegda (ros. Тэгда) – wieś (ułus) w Rosji, w Buriacji, w rejonie chorińskim. W 2010 liczyła 1756 mieszkańców.